# Wieprzec (dopływ Topornicy)
Wieprzec – struga w województwie lubelskim, prawy dopływ Topornicy. Długość Wieprzca wynosi 8,63 km.

## Przebieg
Źródła Wieprzca mieszczą się w Wólce Wieprzeckiej, a dokładniej w jej części Skaraszów. Zaraz po wypłynięciu struga skręca niemalże pod kątem prostym z kierunku północno-zachodniego na północno-wschodni i zasadniczo płynie tak do ujścia. Przepływa przez Wierzchowiny, Zarzecze, Wieprzec, Lipsko (Topornicę), gdzie zasila stawy hodowlane, Żdanówek, a w Żdanowie uchodzi do Topornicy.

## Historia nazwy
Początkowo nazwą "Wieprzec" określano Topornicę, która do XIX wieku była na mapach oznaczana jako dopływ Wieprza. Modernizacja twierdzy, a co za tym idzie, wykopanie nowych koryt dla Wieprzca (Topornicy) i Kalinowicy (Łabuńki) sprawiły, że od wtedy Wieprzec, którego zaczęto nazywać Topornicą, stał się dopływem Łabuńki, a nazwą Wieprzec zaczęto wtedy nazywać jeden z dopływów 'nowej' Topornicy.

## Obszary źródliskowe nad rzeką
Nad Wieprzcem znajdują się dwa duże obszary źródliskowe, określane ludowo mianem "kryniczek". Pierwszy, we wsi Wierzchowiny, położony w owalnej niszy o wymiarach 6 × 15 m, składa się z wypływających z piasku i skał wapiennych 15 wypływów, o łącznej wydajności 15,24 l/s. Drugie źródlisko znajduje się w położonym nieopodal Zarzeczu i jest nieco większe od tego w Wierzchowinach. W niecce o wymiarach 5 × 15 m znajduje się wiele pulsujących wypływów, o wydajności 17,3 l/s. Woda, pochodząca z tych źródeł, jest krystalicznie czysta i ma temperaturę ok. 9 °C, co sprawia, że miejsce to ma wyjątkowe walory turystyczne w skali regionu.